# Katoliška teološka fakulteta na Dunaju
Katoliška teološka fakulteta (izvirno nemško Katholisch-Theologische Fakultät Wien), s sedežem na Dunaju, je fakulteta, ki je članica Univerze na Dunaju.